# Distretto di Danei
Il distretto di Danei (大內區S, Dànèi QūP) è un distretto della città di Tainan, situata a Taiwan.